# Marfa di Suzdal'
Marfa Jakovlevna Sonina di Suzdal' (... – 1803) fu una "Stolta in Cristo" russa, venerata come santa dalla Chiesa ortodossa russa, che la ricorda il 10 agosto.

## Biografia
La fonte agiografica principale sulla vita della santa è contenuta in un'opera russa del tardo '800 intitolata Bezumiem mnimym bezumie mira obličivšie. Blažennye staricy našego vremeni. Nata intorno agli anni '20 del XVIII secolo da famiglia agiata, Marfa rimase orfana a soli 10 anni e fu costretta a vivere nelle famiglie dei suoi fratelli maggiori. La sua agiografia racconta che, a causa della vita insostenibile a cui la sottoponevano mogli e figli dei suoi parenti ed essendo sfumate tutte le proposte di matrimonio che le avrebbero permesso di allontanarsi da quell'ambiente, decise a vent'anni di lasciare la casa dei fratelli e iniziò a guadagnarsi da vivere ricamando merletti. Presto, a causa della sua abilità, si fece una nomea tra le ricche famiglie del paese le quali le commissionavano un numero sempre crescente di lavori. Nonostante questo successo la santa non si arricchi perché si dice fosse solita distribuire i propri averi ai poveri e agli orfani. Lavorava di notte, il giorno lo passava visitando i monasteri che si trovavano nei dintorni (senza tuttavia prendere mai i voti monacali) o pregando l'icona di Sant'Eufrosinia presso la chiesa del monastero.
La sua agiografia ci riferisce che d'improvviso decise di lasciare Suzdal' per recarsi in pellegrinaggio nei luoghi di culto più famosi della Russia, tra cui il monastero di Solovki e quello di Pečerska, al termine del quale torno nella sua città natale per dedicarsi alla vita della "Stolta in Cristo", così com'erano chiamati coloro i quali simulando pazzia, vivendo in povertà e pregando incessantemente ritenevano di poter prendere parte alla Passione di Gesù. Vagava per le strade correndo, ridendo e gridando come una pazza, scalza e attorniata da una folla di bambini che non perdevano occasione per deriderla e farle dei dispetti. Presto si sparse la voce per la regione che a Suzdal' era presente una santa guaritrice e chiaroveggente e molte madri, sapendo della disponibilità di Marfa, iniziarono a portarle i loro bambini malati affinché li guarisse tramite la preghiera. Entrava in chiesa solo durante l'inverno, preferendo d'estate seguire le funzioni all'aperto, attraverso una porta che le altre monache le lasciavano aperta. Un giorno, ormai anziana, venne trovata agonizzante sul sagrato e fu portata nella casa di una ricca nobildonna che la ospitava. Lì Marfa si riprese, restando tuttavia immobilizzata. Visse per altri sette anni aiutata dalle monache, che le curavano le piaghe da decubito e da padre Ioann, sacerdote presso la chiesa di San Lazzaro, che le portava la comunione. Si spense il 10 agosto 1803.

## Miracoli e leggende devozionali
Il Bezumiem riferisce alcune leggende devozionali riguardanti la santa.
- Si racconta che Marfa fosse dotata del dono della chiaroveggenza. Entrando nel monastero di Suzdal' era solita infatti esortare le monache che ivi dimoravano a vivere più strettamente secondo i dettami cristiani poiché, in caso contrario, la Santa Eufrosinia li avrebbe lasciati per andare da San Lazzaro. Il significato della frase sibillina si manifestò alle religiose il 13 agosto 1769, giorno in cui il monastero si incendiò e le monache riuscirono a salvare solo le reliquie della santa, che da allora furono spostate nella vicina chiesa di San Lazzaro.

- Passando davanti alla casa dove era vissuta, era solita battere violentemente contro i vetri delle finestre gridando alle persone che vi abitavano di pentirsi e di non fare infuriare Dio. Tutti i suoi fratelli e le loro mogli morirono infatti poco tempo dopo la scelta di Marfa di diventare Stolta in Cristo.

- Si racconta che poco prima di morire, vedendo padre Ioann preoccupato poiché non aveva da tempo notizie del figlio, dopo giorni di preghiera lo esortasse a non avere timore per la sorte di questi, poiché non era affatto disperso, ma sarebbe tornato molto presto, premonizione che si avverò solo poche ore dopo.